# Cantón de Saint-Jean-de-Losne
El cantón de Saint-Jean-de-Losne era una división administrativa francesa, que estaba situada en el departamento de Côte-d'Or y la región de Borgoña.

## Composición
El cantón estaba formado por diecisiete comunas:
- Aubigny-en-Plaine
- Brazey-en-Plaine
- Charrey-sur-Saône
- Échenon
- Esbarres
- Franxault
- Laperrière-sur-Saône
- Losne
- Magny-lès-Aubigny
- Montagny-lès-Seurre
- Montot
- Saint-Jean-de-Losne
- Saint-Seine-en-Bâche
- Saint-Symphorien-sur-Saône
- Saint-Usage
- Samerey
- Trouhans

## Supresión del cantón de Saint-Jean-de-Losne
En aplicación del Decreto n.º 2014-175 de 18 de febrero de 2014, el cantón de Saint-Jean-de-Losne fue suprimido el 22 de marzo de 2015 y sus 17 comunas pasaron a formar parte del nuevo cantón de Brazey-en-Plaine.